# Göddeckenrode
Göddeckenrode ist eine Ortschaft der Stadt Osterwieck im Landkreis Harz. Sie gehörte zum Ortsteil Wülperode und ist die westlichste Ortschaft von Sachsen-Anhalt.

## Geographische Lage
Göddeckenrode liegt im nördlichen Harzvorland am Eckergraben, nordwestlich von Osterwieck und südlich des niedersächsischen Ortes Hornburg. In Göddeckenrode leben 202 Einwohner (Stand: 1. Mai 2021).

## Geschichte

### Ortsname
Die Urform des Ortsnamens wird auf Gotingeroth oder Gotthincheroth zurückgeführt. Der Ort ist etymologisch identisch mit der im benachbarten Landkreis Goslar gelegenen Siedlung Göttingerode. Der Name deutet darauf hin, dass hier die Rodung des Godos stattfand; die Verkleinerungsform -iko entwickelte sich als Kosename oftmals sekundär: Der Personenname Göddeken ist aus Godiko entstanden, ein Kosename für Godo, die Kurzform von Godemar. Möglicherweise liegt der Ursprung aber auch in Gotthart (stark in Gott) oder Gottwald (in Gott waltend). Die Endung -ingerode ist wie im benachbarten Lüttgenrode (nicht aber in Isingerode) verschliffen und tritt im Raum zwischen Ecker und Ilse gehäuft auf: Sie bezieht sich auf die altsächsischen Rodungen am Harzrand des Hochmittelalters.
Mundartlich wird der Ort auf Niederdeutsch gelegentlich noch Göddeckenroe genannt.

### Ortsgeschichte
Im Harzvorland lässt sich das Entstehungsalter der Dörfer, deren Ortsnamen mit dem Grundwort -rode gebildet sind, eingrenzen auf den Zeitraum ab etwa dem zweiten Viertel des 9. Jahrhunderts bis zur Mitte des 11. Jahrhunderts.
Erstmals wird Göddeckenrode 1311 erwähnt. Die Edlen von Querenvorde wurden 1311 von Halberstadt mit dem Zehnten zu Gotkenrode beliehen. Vermutlich ist das Dorf aber älter, wie ein altes Taufbecken aus dem 12. Jahrhundert bezeugt.
Göddeckenrode gehörte bis 1648 zum Bistum Halberstadt, das dann in ein Fürstentum überging. Der Ort unterstand dem Amt Wülperode und gelangte 1815, nach der Niederlage Napoleon Bonapartes bei Waterloo, an den Regierungsbezirk Magdeburg der preußischen Provinz Sachsen. Nach dem Zweiten Weltkrieg wurden am 1. Juli 1950 Göddeckenrode und Suderode in Wülperode eingemeindet, das am gleichen Tag in Dreirode umbenannt wurde. Am 1. September 1990 wurde Dreirode wieder in Wülperode umbenannt. Ab 1961 lag Göddeckenrode unmittelbar im Sperrgebiet an der innerdeutschen Grenze und war nur mit einer Sondergenehmigung (Passierschein) zu erreichen. Seit dem 1. Januar 2010 gehört Wülperode mit Göddeckenrode und Suderode zur Stadt Osterwieck im Landkreis Harz.

## Konfessionsstatistik
Rund 80 der 200 Einwohner sind Kirchenmitglieder, bei zirka 40 % eine in der Region außerordentlich hohe Quote.

## Sehenswürdigkeiten
- Kirche (Neubau 1713–1720)[4]
- Kriegerdenkmal
- Fachwerkhäuser ab 16. Jahrhundert
- Friedenseiche gewidmet dem Friedensschluss im Deutsch-Französischen Krieg 1870/71 und der Gründung des Deutschen Reiches am 18. Januar 1871.

## Persönlichkeiten
- Wilhelm Christian Justus Chrysander (* 9. Dezember 1718; † 10. Dezember 1788 in Kiel), lutherischer Theologe, Mathematiker und Orientalist.
- Gottlob Leberecht Otto Borchert (* 28. Februar 1859 in Magdeburg; † 21. April 1944 in Blankenburg), von 1883 bis 1901 Pastor in Göddeckenrode. Otto Borchert schrieb insgesamt 15 Bücher und besitzt den Ehrendoktor der Universität Halle-Wittenberg.
- Friedrich Schrader (* 15. August 1837 in Göddeckenrode; † 8. November 1896 in Goslar), Militärarzt. Er war häufig Reisebegleiter des Kronprinzen Friedrich Wilhelm (des späteren Kaisers Friedrich) und seiner Familie, zu deren ärztlicher Behandlung er auch 1870–1871 in Berlin zurückblieb.